# Світлова хвилина
Світлова хвилина  — позасистемна одиниця вимірювання довжини, що дорівнює відстані, яку світло долає за одну хвилину. Оскільки швидкість світла у вакуумі дорівнює 299 792 458 м/с, то світлова хвилина рівна 1.798755·107 км чи 1.798755·1010 м.